# Campeonato Europeu de velocidade por equipas femininas
O Campeonato Europeu de velocidade por equipas femininas é o Campeonato Europeu da velocidade por equipas organizado anualmente pela União Europeia de Ciclismo no marco dos Campeonato Europeu de ciclismo em pista elites.

## Palmarés
| Ano  | Ouro                                                             | Prata                                                       | Bronze                                                                      |
| ---- | ---------------------------------------------------------------- | ----------------------------------------------------------- | --------------------------------------------------------------------------- |
| 2010 | França · Sandie Claro · Clara Sanchez                            | Reino Unido · Victoria Pendleton · Jessica Varnish          | Alemanha · Kristina Vogel · Miriam Welte                                    |
| 2011 | Reino Unido · Victoria Pendleton · Jessica Varnish               | Ucrânia · Lyubov Shulika · Olena Tsos                       | Alemanha · Kristina Vogel · Miriam Welte                                    |
| 2012 | Lituânia · Gintarė Gaivenytė · Simona Krupeckaitė                | Rússia · Daria Shmeleva · Anastasia Voinova                 | França · Olivia Montauban · Sandie Claro                                    |
| 2013 | Rússia · Elena Brezhniva · Olga Streltsova                       | Alemanha · Kristina Vogel · Miriam Welte                    | Reino Unido · Jessica Varnish · Rebecca James                               |
| 2014 | Rússia · Elena Brezhniva · Anastasia Voinova                     | Alemanha · Miriam Welte · Kristina Vogel                    | Países Baixos · Elis Ligtlee · Shanne Braspennincx                          |
| 2015 | Rússia · Anastasia Voinova · Daria Shmeleva                      | Alemanha · Miriam Welte · Kristina Vogel                    | Países Baixos · Laurine van Riessen · Elis Ligtlee                          |
| 2016 | Rússia · Anastasia Voinova · Daria Shmeleva                      | Espanha · Tania Calvo · Helena Casas                        | Lituânia · Simona Krupeckaitė · Miglė Marozaitė                             |
| 2017 | Rússia · Anastasia Voinova · Daria Shmeleva                      | Alemanha · Miriam Welte · Kristina Vogel · Pauline Grabosch | Países Baixos · Kyra Lamberink · Shanne Braspennincx · Hetty van de Wouw    |
| 2018 | Rússia · Anastasia Voinova · Daria Shmeleva                      | Ucrânia · Lyubov Basova · Olena Starikova                   | Alemanha · Miriam Welte · Emma Hinze                                        |
| 2019 | Rússia · Anastasia Voinova · Daria Shmeleva · Ekaterina Rogovaya | Alemanha · Lea Sophie Friedrich · Emma Hinze                | Países Baixos · Kyra Lamberink · Shanne Braspennincx · Steffie van der Peet |

## Quadro das medalhas
| Ordem | País          | Medalha de ouro | Medalha de prata | Medalha de bronze | Total |
| ----- | ------------- | --------------- | ---------------- | ----------------- | ----- |
| 1     | Rússia        | 7               | 1                | 0                 | 8     |
| 2     | Reino Unido   | 1               | 1                | 1                 | 3     |
| 3     | França        | 1               | 0                | 1                 | 2     |
| 3     | Lituânia      | 1               | 0                | 1                 | 2     |
| 5     | Alemanha      | 0               | 5                | 3                 | 8     |
| 6     | Ucrânia       | 0               | 2                | 0                 | 2     |
| 7     | Espanha       | 0               | 1                | 0                 | 1     |
| 8     | Países Baixos | 0               | 0                | 4                 | 4     |
| Total | Total         | 10              | 10               | 10                | 30    |